# Atletica leggera ai X Giochi panafricani - Lancio del giavellotto maschile
Il concorso del lancio del giavellotto maschile ai X Giochi panafricani si è svolto il 15 settembre 2011 all'Estádio Nacional do Zimpeto di Maputo.

## Podio
| Oro     | Julius Yego Kenya       |
| Argento | Bernard Crous Sudafrica |
| Bronzo  | Friday Osanyade Nigeria |

## Programma
| Data              | Ora | Evento |
| ----------------- | --- | ------ |
| 15 settembre 2011 |     | Finale |

## Risultati
| Class   | Atleta                 | Nazione    | #1    | #2    | #3    | #4    | #5    | #6    | Risultati | Note             |
| ------- | ---------------------- | ---------- | ----- | ----- | ----- | ----- | ----- | ----- | --------- | ---------------- |
| Oro     | Julius Yego            | Kenya      | 78.34 | 76.18 | 76.45 | 70.17 | 78.13 | 70.55 | 78.34     | Record nazionale |
| Argento | Bernard Crous          | Sudafrica  | 72.68 | 69.80 | 69.43 | 70.32 | 68.98 | 72.15 | 72.68     |                  |
| Bronzo  | Friday Osanyade        | Nigeria    | 66.20 | x     | x     | 71.01 | 67.86 | 64.30 | 71.01     |                  |
| 4       | Gerhardus Pienaar      | Sudafrica  | 69.62 | x     | 70.16 | 68.19 | 66.95 | 69.42 | 70.16     |                  |
| 5       | Ihab Abdelrahman       | Egitto     | 69.94 | 67.29 | x     | x     | 65.91 | 65.71 | 69.94     |                  |
| 6       | Kenichewkwe Godfrey    | Nigeria    | 62.05 | 62.06 | 63.11 | 61.76 | x     | 60.89 | 63.11     |                  |
| 7       | Moctar Djigui          | Mali       | 45.05 | 52.40 | 56.23 | 58.02 | x     | 53.15 | 58.02     |                  |
| 8       | Domingos Armando Doliz | Mozambico  | x     | x     | 52.96 | 51.20 | 47.97 | x     | 52.96     |                  |
| 9       | Fernandes Marcio       | Capo Verde | x     | x     | 46.47 | x     | 45.29 | 41.89 | 46.47     |                  |